# Joseph Hanson Kwabena Nketia
(Joseph Hanson) Kwabena Nketia (Mampong (Ashanti), 22 juni 1921 – Accra, 13 maart 2019) was een Ghanees etnomusicoloog en componist. Nketia componeerde voor zowel westerse als Afrikaanse instrumenten.

## Biografie
Nketia studeerde aan de Universiteit van Londen vanaf 1944, eerst beginnend met een studie van twee jaar in taal aan de School of Oriental and African Studies. Vanaf 1949 studeerde hij aansluitend drie jaar aan het Birkbeck College en Trinity College of Music, waar hij zijn bachelorgraad behaalde.
In 1958 kon hij met behulp van een studiebeurs van de Rockefeller Foundation musicologie en compositie studeren in de Verenigde Staten, aan de Columbia-universiteit, de Juilliard School en de Northwestern-universiteit.
Sinds 1952 doceerde hij aan de Universiteit van Ghana waar hij inmiddels emeritus hoogleraar was. Hij was directeur van het Internationaal Centrum voor Afrikaanse Muziek en Dans (ICAMD).
Zijn begrip en interpretatie van tijd en ritmische patronen in Ghanese en andere Afrikaanse volksmuziek zijn revolutionair geweest en een standaard geworden voor onderzoekers en wetenschappers wereldwijd. Hij introduceerde bijvoorbeeld een beter leesbare 6/8-maat in zijn composities als alternatief voor het gebruik van de tweekwartsmaat met driekwartetten die voordien door zijn mentor, Ephraim Amu, werden gebruikt. Dit haalde Amu's theorie onderuit die stelde dat er een constant basisritme in de maatsoort zou bestaan in Afrikaanse muziek, met een wetenschappelijk debat hierover tot gevolg. Volgens Nketia was het aanhoudende gebruik van tripletten in een tweekwartsmaat misleidend. Tegenwoordig volgen meerdere wetenschappers deze theorie van Nketia voor de transcriptie van Afrikaanse muziek.
In 1997 werd Nketia onderscheiden met een Prins Claus Prijs.